# Ludovico Avio
Ludovico Héctor Avio  (* 15. Mai 1932 in Pigüé, Argentinien; † 23. Juni 1996 in Mar del Plata, Argentinien) war ein argentinischer Fußballspieler. Mit der Nationalmannschaft seines Heimatlandes nahm er an der Fußball-Weltmeisterschaft 1958 teil.

## Karriere

### Vereinskarriere
Ludovico Avio begann seine fußballerische Laufbahn im Jahre 1952 bei Argentino de Quilmes in der gleichnamigen Stadt in der Provinz Buenos Aires. Nach drei Jahren bei dem Verein wechselte er 1954 zu Quilmes AC, dem größeren Verein aus Quilmes, der gemeinhin als einer der ältesten Fußballclubs in Argentinien zählt. Bei Quilmes AC blieb Avio ein weiteres Jahr, ehe er nach Buenos Aires zu CA Vélez Sársfield wechselte. Bei dem Verein spielte er bis ins Jahr 1961, konnte aber keinen nationalen Titel gewinnen. Nach 74 Spielen und 22 Toren für Vélez Sársfield ging Ludovico Avio 1961 zu den All Boys, ebenfalls aus Buenos Aires. Da Avio wie auch bei all seinen vorherigen Stationen eher bei kleineren Vereinen spielte, gelang ihm auch im Trikot von den All Boys kein nationaler Meistertitel oder irgendein anderer Titelgewinn. Nach seiner Zeit bei den All Boys, bei denen er lediglich ein Jahr spielte, agierte er noch für kurze Zeit bei dem unterklassigen Verein CA San Lorenzo Mar del Plata, ehe er 1967 seine aktive Karriere im Alter von 36 Jahren beendete. 1970 kehrte er für kurze Zeit auf den Fußballp|latz zurück und spielte drei Spiele für den Verein Kimberley, ebenfalls aus Mar del Plata.

### Nationalmannschaft
Ludovico Avio wurde in der argentinischen Fußballnationalmannschaft insgesamt sechsmal eingesetzt. Von Argentiniens Nationaltrainer Guillermo Stábile wurde er ins Aufgebot der Südamerikaner für die Fußball-Weltmeisterschaft 1958 in Schweden berufen. Bei dem Turnier kam Avio in zwei der drei Spielen der Argentinier zum Einsatz. Beim 3:1-Sieg im zweiten Vorrundenspiel gegen Nordirland gelang ihm ein Treffer, er erzielte das 3:1 in der 59. Spielminute, das zugleich den Endstand bedeutete, nachdem Argentinien zuvor durch Omar Corbatta und Norberto Menéndez die anfängliche Führung der Nordiren durch Peter McParland ausgeglichen hatte. In seinem zweiten Turnierspiel, dem peinlichen 1:6 gegen die Tschechoslowakei, blieb Avio ohne Torerfolg. Für Argentinien endete die Fußball-Weltmeisterschaft 1958 schließlich mit dem enttäuschenden Ausscheiden nach der Vorrunde.